# فرودگاه صحرایی گارنر
فرودگاه صحرایی گارنر (به انگلیسی: Garner Field) یک فرودگاه همگانی بهره‌برداری هوایی با کد یاتا UVA است که یک باند فرود آسفالت دارد و طول باند آن ۱۶۰۲ متر است. این فرودگاه در شهر یووالد، تگزاس کشور ایالات متحده آمریکا قرار دارد و در ارتفاع ۲۸۷ متری از سطح دریا واقع شده‌است.